# Šipče
Šipče (em cirílico: Шипче) é uma vila da Sérvia localizada no município de Tutin, pertencente ao distrito de Ráscia, na região de Stari Vlah, Ráscia e Sanjaco. A sua população era de 95 habitantes segundo o censo de 2011.

## Demografia
| 1948 | 1953 | 1961 | 1971 | 1981 | 1991 | 2002 | 2011 |
| ---- | ---- | ---- | ---- | ---- | ---- | ---- | ---- |
| 106  | 143  | 149  | 203  | 187  | 138  | 74   | 95   |